# Pieve di Sant'Andrea di Furfalo
Le rovine della Pieve di Sant'Andrea di Furfalo, chiamata anche la Pievaccia, sono situate in Val di Forfora sulla Montagna Pistoiese, nel Comune di Marliana, in provincia di Pistoia, in fondo alla valle coperta da un folto castagneto e formata dal Torrente Pescioline, affluente del Torrente Pescia, a 678 metri s.l.m. Ai resti dell'antica Pieve medioevale diroccata si accede con i veicoli da una strada carreggiabile che scende da Panicagliora; vi si può accedere anche da una mulattiera che scende da Serra Pistoiese o anche dal sentiero vicino al piccolo borgo La Macchia, posto sull'unica strada asfaltata che conduce a Serra Pistoiese.
Negli ultimi anni per promuovere il turismo locale sono stati finanziati e realizzati dal Comune di Marliana dei restauri all'antico tempio diroccato, nonché un impianto di illuminazione; inoltre è stato migliorato l'accesso grazie a lavori di consolidamento del fondo stradale. In tal modo l'antica Pieve è oggi ben raggiungibile ed è meta ogni anno di eventi e processioni. Dalla Pievaccia passano importanti sentieri di trekking della Montagna Pistoiese.

## Storia
La Pievaccia si trova completamente isolata, in mezzo ad un castagneto, lungo la strada medioevale che dal paese di Panicagliora conduce fino al castello di Serra Pistoiese.
Secondo gli storici la pieve fu fondata da missionari orientali, i quali veneravano l'apostolo Andrea ed erano presenti in Italia tra il VI ed il VII secolo d.C., proprio quando vi furono i conflitti tra i Longobardi e l'Impero Bizantino.
Alla fine del VI secolo d.C. faceva parte, insieme a quella di Neure, nella Valle della Nievole, della linea irregolare di difesa costituita dai Bizantini sul confine tra la diocesi di Lucca, già occupata, e quella di Pistoia, per arginare la progressiva invasione, verso est, da parte dei Longobardi, prima dell'intera Valdinievole e poi del territorio pistoiese.
Il suo isolamento è stato posto in relazione dagli storici con l'individuazione in essa dell'Aeglesia S. Andree ubi esti baptisterium, rivendicata come ricadente nella propria diocesi sia dal Vescovo di Lucca che da quello di Pistoia nel 716 d.C. Nel Diploma dell'Imperatore Ottone III del 25 febbraio 998 d.C., la pieve, denominata Plebs de Furfalo, venne posta sotto la giurisdizione del vescovo di Pistoia. Un'altra sua citazione è dell'XI secolo: nel cartulario del capitolo della cattedrale di Pistoia è precisato che il santo protettore è sant'Andrea sito Furfalo.
La pieve è ancora menzionata nel 1022 d.C. in un documento nel quale si richiama la sua intitolazione a sant'Andrea e si richiama ancora il toponimo Forfalo. Da Furfalo o Forfalo deriva l'attuale nome della Valle di Forfora.
Nel 1200 d.C., in concomitanza con la sua ristrutturazione in stile romanico lucchese, viene denominata semplicemente Plebs S. Andree de Serra, data la sua vicinanza al castello di Serra Pistoiese appartenente al libero Comune di Pistoia. Nel 1327 il Console a vita di Lucca Castruccio Castracani degli Antelminelli pose sotto assedio con le sue soldatesche il castello di Serra e distrusse alcune parti dell'antica Pieve. Da allora ha avuto inizio il suo declino, ma il suo definitivo abbandono avvenne solo nel 1651 d.C., quando fu costruita, all'interno del castello di Serra Pistoiese, la chiesa di San Leonardo.

## Descrizione
Dell'antica struttura sono rimasti oggi solo imponenti ruderi dai quali gli studiosi hanno rilevato che nel XIII secolo la Pievaccia fu completamente ricostruita, sopra l'impianto altomedievale originario, secondo i canoni dello stile romanico lucchese. La pianta dell'edificio ristrutturato divenne un'unica aula rettangolare, più bassa rispetto al presbiterio, con due accessi: uno laterale ed uno sulla facciata. L'abside, orientata verso Est, era semicircolare. Sono ancora individuabili l'alzato del fronte laterale e una parte dell'alzato del presbiterio dove si trova una monofora.